# Fusigobius duospilus
Fusigobius duospilus és una espècie de peix de la família dels gòbids i de l'ordre dels perciformes.

## Morfologia
- Els mascles poden assolir 6 cm de longitud total.[4][5]

## Hàbitat
És un peix marí, de clima tropical i associat als esculls de corall que viu entre 1-42 m de fondària.

## Distribució geogràfica
Es troba des de l'Àfrica oriental fins a les Illes de la Societat i les Illes Ogasawara.

## Costums
És bentònic.

## Observacions
És inofensiu per als humans.